# Stemphylium sarciniforme

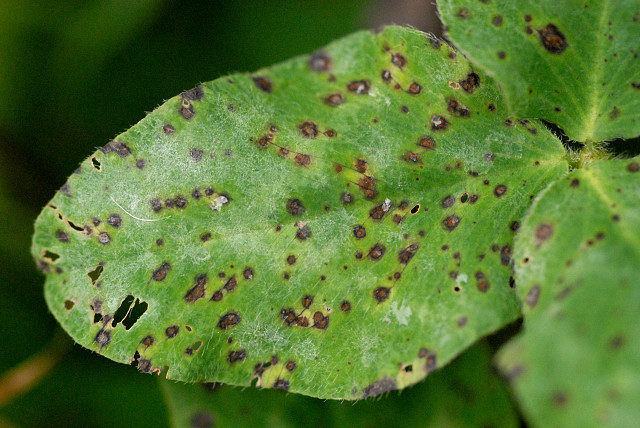
Liść koniczyny porażony przez S. sarciniforme

Stemphylium sarciniforme (Cavara) Wiltshire – gatunek grzybów z klasy Dothideomycetes. Mikroskopijny grzyb pasożytniczy powodujący u niektórych roślin plamistość liści.

## Systematyka i nazewnictwo
Pozycja w klasyfikacji według Index Fungorum: Stemphylium, Pleosporaceae, Pleosporales, Pleosporomycetidae, Dothideomycetes, Pezizomycotina, Ascomycota, Fungi.
Po raz pierwszy opisał go w 1890 r. Fridiano Cavara, nadając mu nazwę Macrosporium ssarcinaeforme. W 1938 Samuel Paul Wiltshire przeniósł go do rodzaju Stemphylium. Synonimy:
- Macrosporium sarciniforme Cavara 1890
- Thyrospora sarciniforme (Cavara) Tehon & E.Y. Daniels 1925[2].

## Morfologia i rozwój
Hodowla
Kolonie rozproszone z nierównymi brzegami, początkowo szaro-oliwkowe, potem ciemnieją do ciemnooliwkowobrązowych, w końcu do oliwkowoczarnych, dość szybko stają się proszkowate i zarodnikują. Na PDA w temperaturze 24 °C wzrost promieniowy 2–2,5 mm/dzień, płytkę o średnicy 9 cm pokrywają w ciągu 16–21 dni. Na 1,25% agarze słodowym w temperaturze 24 °C wzrost 1,5–2 mm/dzień, płytkę 9 cm pokrywają w ciągu 20–22 dni.
Morfologia
Konidiofory o długości do 50 µm i szerokości 8–9,5 m, proste lub wygięte, rozproszone lub w pęczkach, nierozgałęzione do sporadycznie luźno rozgałęzionych, jasne do średnio żółtobrązowych, z jedną lub kilkoma przegrodami; wierzchołek konidioforu nabrzmiały, o szerokości 10-15 µm z ciemnobrązowym podwierzchołkowym pasem. Po oddzieleniu się konidium na nabrzmiałym wierzchołku tworzy się kołnierzyk każdy konidiofor proliferuje kilka razy. Konidia gładkościenne, 27,5–35 × 20–28 µm, średnio do ciemno żółtobrązowe, podłużno-elipsoidalne z 3(–4) poprzecznymi 1–3(–4) pionowymi przegrodami, zwykle zwężone tylko przy środkowej poprzecznej przegrodzie.

## Występowanie i siedlisko
Występuje na całym świecie. W Polsce podano jego występowanie na lucernie siewnej, życie, koniczynie łąkowej.
Podaje się, że S. sarciniforme powoduje suchą plamistość liści koniczyny i szarą plamistość liści łubinu. Według Neegarda powoduje on tylko pierwszą z tych chorób, doniesienia o jego występowaniu na łubinie mogą być pomyleniem tego gatunku ze Stemphylium globuliferum lub Stemphylium botryosum.